# Vertigo (hudební skupina)
Vertigo quintet je česko-slovenská jazzová hudební skupina.

## Historie
Skupina vznikla koncem roku 2002. Repertoár tvoří především vlastní tvorba všech členů kapely. Od roku 2002 kapela hraje na české, slovenské i zahraniční klubové scéně a vystoupila na mnoha evropských hudebních festivalech. V dubnu 2005 vydala kapela debutové album, za které získala cenu Akademie populární hudby Zlatého Anděla v kategorii jazz and blues jako Nejlepší jazzová nahrávka roku 2005.
Už o rok později v září 2006 vydala kapela další album Live U Staré Paní, na kterém zaznamenala koncertní vystoupení v pražském jazzovém klubu U Staré Paní, jako host ve skladbě „El´ga“ účinkovala zpěvačka Lenka Dusilová.
V roce 2008 skupina natočila společně s Dorotou Barovou zatím poslední desku pojmenovanou Vertigo Quintet & Dorota Barová. Album bylo nahráno u Amplion Records.
Rok 2011 přinesl po definitivním zařazení Doroty Barové do sestavy změnu v názvu kapely na Vertigo. Na jaře kapela vydala desku Metamorphosis, za kterou získala příznivé hodnocení kritiků, ale i hudební ocenění Zlatý Anděl v kategorii jazz and blues jako Nejlepší jazzová nahrávka roku 2011, nebo cenu Tais Awards za nejlepší kapelu roku 2011.
Kapela v roce 2014 vydala další řadovou desku s názvem TAJ. Deska byla nominovaná na hudební cenu akademie hudby Zlatý Anděl v kategorii jazz and blues.
Vertigo v roce 2016 vydalo desku Nononononininini. Deska byla nominovaná na hudební cenu akademie hudby Zlatý Anděl v kategorii jazz and blues.
Na podzim roku 2019 kapela vydala již svou sedmou studiovou nahrávku, která dostala název Daleko. I tato deska byla nominovaná na hudební cenu akademie hudby Zlatý Anděl Coca Cola 2019 v kategorii jazz and blues.
Rok 2022 byl pro Vertigo významným z několika důvodů. Kapela oslavila dvacáté výročí své existence a u této příležitosti vydala své v pořadí již osmé studiové album s názvem NIC.

## Sestava
Kapelu tvoří mladí hudebníci, kteří dosáhli ve hře na svůj nástroj řady individuálních ocenění a spolupracovali s řadou významných osobností české i zahraniční jazzové scény například s Jaromírem Honzákem, Davidem Dorůžkou. Úspěch sklízejí i v jiných kapelách jako jsou NUO, OPEN SEXTET, S´Aight.
- Marcel Bárta – altsaxofon, sopránsaxofon, basklarinet
- Vojtěch Procházka – klavír
- Oskar Török – trumpeta
- Rastislav Uhrík – kontrabas
- Daniel Šoltis – bicí
- Dorota Barová – Violoncello, texty, zpěv

## Diskografie
- Vertigo quintet (2005)
- Live U Staré Paní (2006)
- Vertigo Quintet & Dorota Barová (2008)
- Metamorphosis (2011)
- TAJ (2014)
- Nononononininini (2016)
- Daleko (2019)
- NIC (2022)

## Ocenění
- Zlatý anděl, cena Akademie populární hudby v kategorii jazz and blues jako Nejlepší jazzová nahrávka roku 2005
- Zlatý anděl, cena Akademie populární hudby v kategorii jazz and blues jako Nejlepší jazzová nahrávka roku 2011
- Tais Awards, album Metamorphosis kapely Vertigo získalo hudební ocenění Tais Awards v kategorii Band za rok 2011
- Zlatý anděl, cena Akademie populární hudby v kategorii jazz and blues jako Nejlepší jazzová nahrávka roku 2019